# Mike Stapleton
Pour les articles homonymes, voir Stapleton.
Mike Stapleton (né le 5 mai 1966 à Sarnia dans la province de l'Ontario au Canada) est un joueur de hockey sur glace ayant évolué dans la Ligue nationale de hockey.

## Carrière de joueur
Fils de l'joueur des Bruins de Boston et des Blackhawks de Chicago, Pat Stapleton, il eut la chance de suivre les traces de son père lorsqu'en 1984 les Blackhawks font de lui leur septième choix (le 132e au total) au repêchage.
Avant de se joindre au Hawks, il s'aligna durant trois saisons avec les Royals de Cornwall de la Ligue de hockey de l'Ontario et fit partie de l'équipe nationale junior du Canada qui remporta la médaille d'argent lors du Championnat du monde junior de hockey sur glace en 1986. Durant la saison 1986-1987 il s'aligna pour 21 rencontres avec Équipe Canada avant de prendre part à son premier match en carrière dans la LNH . Il prend part cette même saison à ses premières joutes en séries éliminatoires.
Il passe la majorité des quatre saisons suivantes dans la ligue internationale de hockey avec le club-école des Hawks, les Hawks de Saginaw et les Ice d'Indianapolis avant de s'entendre à titre d'agent libre avec les vainqueurs de la récente coupe Stanley, les Penguins de Pittsburgh en 1992.
Durant la saison 1993-1994, il fut réclamé au ballotage par les Oilers d'Edmonton avec qui il termina la saison et passa également les deux suivantes. Il s'aligna ensuite pour les Jets de Winnipeg qu'il suivit lorsque ceux-ci furent transférés pour devenir les Coyotes de Phoenix. Il passa aux mains des Thrashers d'Atlanta lors de leur repêchage d'expansion en 1999.
Après un court séjour avec les Islanders de New York et les Canucks de Vancouver et après 697 matchs joués dans la LNH, Stapleton partit pour la Finlande, se joignant aux Blues Espoo de la SM-Liiga. Il se retire de la compétition au terme de la saison 2003-2004.

## Carrière d'entraîneur
Il fut par la suite assistant à l'entraîneur-chef et directeur-général Scott Gardiner avec les North Stars de Traverse City de la North American Junior Hockey League durant la saison inaugurale du club en 2005-2006 avant d'accepter un poste d'entraîneur-assistant avec les Otters d'Érié de la Ligue de hockey de l'Ontario.
Lors de la saison 2010-2011, il devient entraîneur-assistant du Crunch de Syracuse dans la Ligue américaine de hockey.

## Statistiques
Pour les significations des abréviations, voir Statistiques du hockey sur glace.
| Saison     | Équipe                 | Ligue      |     | Saison régulière | Saison régulière | Saison régulière | Saison régulière | Saison régulière |    | Séries éliminatoires | Séries éliminatoires | Séries éliminatoires | Séries éliminatoires | Séries éliminatoires |
| Saison     | Équipe                 | Ligue      | PJ  | B                | A                | Pts              | Pun              | PJ               | B  | A                    | Pts                  | Pun                  |                      |                      |
| 1983-1984  | Royals de Cornwall     | LHO        | 70  | 24               | 45               | 69               | 94               | 3                | 1  | 2                    | 3                    | 4                    |                      |                      |
| 1984-1985  | Royals de Cornwall     | LHO        | 56  | 41               | 44               | 85               | 68               | 9                | 2  | 4                    | 6                    | 23                   |                      |                      |
| 1985-1986  | Royals de Cornwall     | LHO        | 56  | 39               | 64               | 103              | 74               | 6                | 2  | 3                    | 5                    | 2                    |                      |                      |
| 1985       | Canada                 | CMJ        | 7   | 3                | 3                | 6                | 6                |                  |    |                      |                      |                      |                      |                      |
| 1986-1987  | Blackhawks de Chicago  | LNH        | 39  | 3                | 6                | 9                | 6                | 4                | 0  | 0                    | 0                    | 2                    |                      |                      |
| 1986-1987  | Équipe Canada          | int.       | 21  | 2                | 4                | 6                | 4                |                  |    |                      |                      |                      |                      |                      |
| 1987-1988  | Blackhawks de Chicago  | LNH        | 53  | 2                | 9                | 11               | 59               |                  |    |                      |                      |                      |                      |                      |
| 1987-1988  | Hawks de Saginaw       | LIH        | 31  | 11               | 19               | 30               | 52               | 10               | 5  | 6                    | 11                   | 10                   |                      |                      |
| 1988-1989  | Blackhawks de Chicago  | LNH        | 7   | 0                | 1                | 1                | 7                |                  |    |                      |                      |                      |                      |                      |
| 1988-1989  | Hawks de Saginaw       | LIH        | 69  | 21               | 47               | 68               | 162              | 6                | 1  | 3                    | 4                    | 4                    |                      |                      |
| 1989-1990  | Ice d'Indianapolis     | LIH        | 16  | 5                | 10               | 15               | 6                | 13               | 9  | 10                   | 19                   | 38                   |                      |                      |
| 1989-1990  | Arvika HC              | Division 1 | 30  | 15               | 18               | 33               | --               |                  |    |                      |                      |                      |                      |                      |
| 1990-1991  | Blackhawks de Chicago  | LNH        | 7   | 0                | 1                | 1                | 2                |                  |    |                      |                      |                      |                      |                      |
| 1990-1991  | Ice d'Indianapolis     | LIH        | 75  | 29               | 52               | 81               | 76               | 7                | 1  | 4                    | 5                    | 0                    |                      |                      |
| 1991-1992  | Blackhawks de Chicago  | LNH        | 19  | 4                | 4                | 8                | 8                |                  |    |                      |                      |                      |                      |                      |
| 1991-1992  | Ice d'Indianapolis     | LIH        | 59  | 18               | 40               | 58               | 65               |                  |    |                      |                      |                      |                      |                      |
| 1992-1993  | Penguins de Pittsburgh | LNH        | 78  | 4                | 9                | 13               | 10               | 4                | 0  | 0                    | 0                    | 0                    |                      |                      |
| 1993-1994  | Penguins de Pittsburgh | LNH        | 58  | 7                | 4                | 11               | 18               |                  |    |                      |                      |                      |                      |                      |
| 1993-1994  | Oilers d'Edmonton      | LNH        | 23  | 5                | 9                | 14               | 28               |                  |    |                      |                      |                      |                      |                      |
| 1994-1995  | Oilers d'Edmonton      | LNH        | 46  | 6                | 11               | 17               | 21               |                  |    |                      |                      |                      |                      |                      |
| 1995-1996  | Jets de Winnipeg       | LNH        | 58  | 10               | 14               | 24               | 37               | 6                | 0  | 0                    | 0                    | 21                   |                      |                      |
| 1996-1997  | Coyotes de Phoenix     | LNH        | 55  | 4                | 11               | 15               | 36               | 7                | 0  | 0                    | 0                    | 14                   |                      |                      |
| 1997-1998  | Coyotes de Phoenix     | LNH        | 64  | 5                | 5                | 10               | 36               | 6                | 0  | 0                    | 0                    | 2                    |                      |                      |
| 1998-1999  | Coyotes de Phoenix     | LNH        | 76  | 9                | 9                | 18               | 34               | 7                | 1  | 0                    | 1                    | 0                    |                      |                      |
| 1999-2000  | Thrashers d'Atlanta    | LNH        | 62  | 10               | 12               | 22               | 30               |                  |    |                      |                      |                      |                      |                      |
| 2000-2001  | Islanders de New York  | LNH        | 34  | 1                | 4                | 5                | 2                |                  |    |                      |                      |                      |                      |                      |
| 2000-2001  | Canucks de Vancouver   | LNH        | 18  | 1                | 2                | 3                | 8                |                  |    |                      |                      |                      |                      |                      |
| 2001-2002  | Blues Espoo            | SM-Liiga   | 41  | 18               | 19               | 37               | 42               | 3                | 0  | 0                    | 0                    | 4                    |                      |                      |
| 2002-2003  | Leksands IF            | Elitserien | 19  | 5                | 5                | 10               | 10               |                  |    |                      |                      |                      |                      |                      |
| 2002-2003  | Blues Espoo            | SM-Liiga   | 33  | 8                | 20               | 28               | 55               | 7                | 1  | 2                    | 3                    | 10                   |                      |                      |
| 2003-2004  | Tappara Tampere        | SM-Liiga   | 18  | 6                | 12               | 18               | 26               | 3                | 1  | 1                    | 2                    | 2                    |                      |                      |
| Totaux LNH | Totaux LNH             | Totaux LNH | 697 | 71               | 111              | 182              | 342              | 34               | 1  | 0                    | 1                    | 39                   |                      |                      |
| Totaux LIH | Totaux LIH             | Totaux LIH | 250 | 84               | 168              | 252              | 361              | 36               | 16 | 23                   | 39                   | 52                   |                      |                      |
| Totaux OHL | Totaux OHL             | Totaux OHL | 182 | 104              | 153              | 257              | 236              | 18               | 5  | 9                    | 14                   | 29                   |                      |                      |

### Honneurs et trophées
Championnat du monde junior de hockey sur glace
- Médaillé d'Argent avec Équipe Canada junior.

### Transactions en carrière
- 1984 ; repêché par les Blackhawks de Chicago (7e choix de l'équipe, 132e au total).
- 30 septembre 1992 ; signe à titre d'agent libre avec les Penguins de Pittsburgh.
- 19 février 1994 ; réclamé au ballotage par les Oilers d'Edmonton.
- 18 août 1995 ; signe à titre d'agent libre avec les Jets de Winnipeg.
- 1er juillet 1996 ; les Jets de Winnipeg deviennent les Coyotes de Phoenix.
- 25 juin 1999 ; réclamé par les Thrashers d'Atlanta lors de leur repêchage d'expansion.
- 3 juillet 2000 ; signe à titre d'agent libre avec les Islanders de New York.
- 28 décembre 2000 ; échangé par les Islanders aux Canucks de Vancouver en retour d'un choix de 9e ronde au repêchage de 2001 (échangé ultérieurement aux Capitals de Washington qui sélectionnèrent Robert Müller).
- 23 octobre 2001 ; signe à titre d'agent libre avec le Blues Espoo de la SM-Liiga.
- 11 novembre 2002 ; signe à titre d'agent libre avec le Leksands IF de la Elitserien.
- 12 janvier 2004 ; signe à titre d'agent libre avec le Tappara Tampere de la SM-Liiga.
- été 2004 ; se retire de la compétition.

## Parenté dans le Sport
Il est le fils de Pat Stapleton qui joua durant 10 saisons dans la LNH avec les Bruins de Boston et les Blackhawks de Chicago. Il prit part notamment à quatre Match des étoiles de la Ligue nationale de hockey.